# Kongepingvin
 Der er for få eller ingen kildehenvisninger i denne artikel, hvilket er et problem. Du kan hjælpe ved at angive troværdige kilder til de påstande, som fremføres i artiklen.

Kongepingvinen (Aptenodytes patagonicus) er den næststørste af de omkring 18 forskellige pingviner, som findes; kejserpingvinen er den største.
Kongepingvinen får 1 unge ad gangen og opfostrer 2 unger i en 3-årig periode. Kongepingviner bygger ikke reder, men udruger ægget ved at hannen og hunnen på skift har ægget på fødderne med en hudfold ned over. Således skiftes de til at stå på land med ægget, mens magen er på havet for at finde føde. Hvis det varer for længe inden pingvinen på land bliver afløst, vil den forlade ægget og tage på havet efter føde.
Pasningen strækker sig over 1 år. I perioder forlades ungerne på land i såkaldte børnehaver. Når ungerne er 3-4 måneder gamle, fodres de ikke i flere uger,; somme tider kan ungerne være foruden mad i op til 4 måneder. I den periode kan de tabe næsten halvdelen af deres vægt. Sidst i opfostringen følger så igen en periode, hvor de får mad jævnligt indtil de kan klare sig selv. Først når de er 5-7 år gamle, er kongepingviner modne til selv at få unger.
Pingviner jager deres føde i havet. De kan dykke i op til 9 minutter og kongepingviner er registreret dykke helt ned til 323 meter. Nogle pingviner finder føde langt fra land; kongepingviner kan være hele 900 km væk fra land – på trods af at de ikke kan flyve.

## Fakta
- Yngleområder: Subantarktiske øer, bl.a. syd for Sydamerika
- Føde: Mest fisk, men også blæksprutter
- Antal æg pr. kuld: 1 æg
- Rugetid: 52-56 dage
- Kropslængde: Ca. 95 cm
- Vægt: 9-15 kg

## Kendte kongepingviner
Kongepingvinen Pondus var er af Københavns Zoologiske Haves mest kendte dyr i 1960'erne og i begyndelsen af 1970'erne. Kongepingvinen blev også maskot for den daværende Den Danske Bank.
I Norge er kongepingvinen Sir Nils Olav (der lever i Skotland) maskot for Hans Majestet Kongens Garde.